# Hữu Thi
Hữu Thi (chữ Hán: 有施) là tên 1 quốc gia bộ lạc - một nước chư hầu của nhà Hạ - đã từng tồn tại trong lịch sử Trung Quốc ít nhất vào trước thời nhà Thương, theo ghi chép trong các thư tịch cổ thì nước này gắn liền với tên tuổi mĩ nhân Muội Hỷ. Tương truyền Hạ Kiệt là ông vua háo sắc nhưng cũng thích gây chiến với các nước khác, lần ấy nhà vua thân chinh dẫn đại quân tiến đánh nước Hữu Thi. Nước Hữu Thi không chống nổi sức tấn công như vũ bão của quân triều đình đã bị vây chặt trong thành, có người hiến kế cho vua Hữu Thi rằng Hạ Kiệt rất mê sắc đẹp vậy lên cứ tuyển chọn mĩ nữ dâng lên là sẽ yên chuyện. Vua Hữu Thi sai người đi tìm cuối cùng cũng chọn được một mĩ nữ tuyệt sắc giai nhân là nàng Muội Hỷ, lập tức nhà vua đem nàng dâng lên thiên tử rồi cúi đầu xưng thần.
Hạ Kiệt từ khi có được Muội Hỷ như nhặt được ngọc quý ngày đêm đắm chìm trong tửu sắc, bởi quá sủng ái nàng mà quên hết chính sự quốc gia. Muội Hỷ xúi giục nhà vua làm những điều tàn ác khiến cho lòng dân càng ngày càng oán thán, chẳng bao lâu vua Thành Thang nước Thương tập hợp hơn 3000 chư hầu đánh đuổi Hạ Kiệt ra Nam Sào rồi thay thế làm thiên tử. Chẳng rõ sau khi nhà Hạ diệt vong nước Hữu Thi còn tiếp tục duy trì được nền độc lập nữa hay không, nhưng ta có thể chủ quan khẳng định rằng việc Hạ Kiệt tiến đánh nước này là nguyên nhân gián tiếp dẫn đến sự diệt vong của nhà Hạ.